# Esclerofil·le

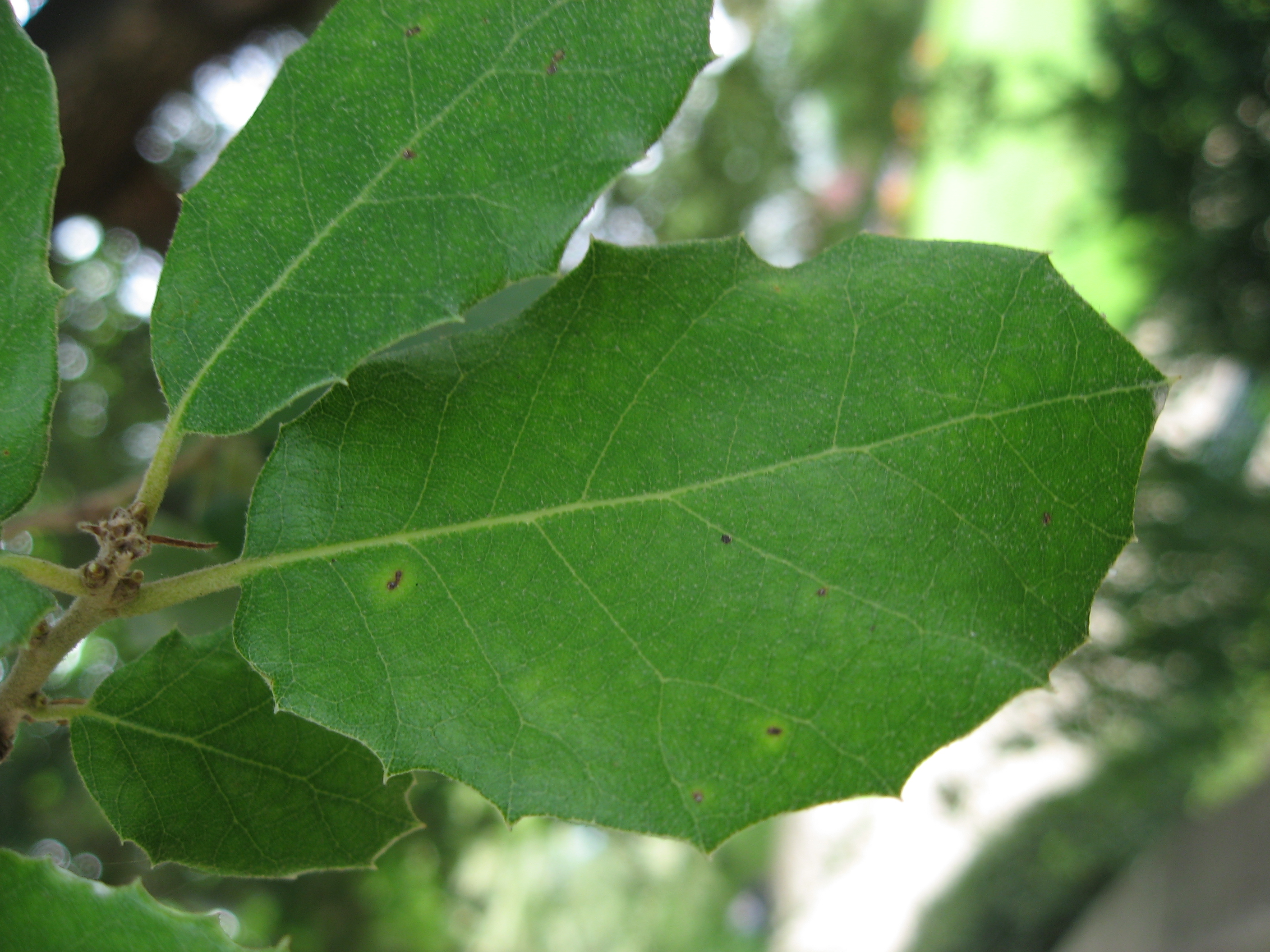
Fulla d'una planta esclerofil·la (alzina).

Esclerofil·le, paraula derivada del grec σκληρός ('dur') i φύλλον ('fulla'), és la denominació que rep un tipus de vegetació que té les fulles dures i els entrenusos (la distància entre les fulles en el brot) curts.
Arbres esclerofil·les típics són l'alzina i l'olivera, i entre els arbusts els garrics i els aladerns.
Si bé en general les plantes esclerofil·les són de fulla persistent, esclerofil·le i de fulla persistent no són sinònims.
Les plantes esclerofil·les apareixen a tot el món però són més comunes a Austràlia i la conca del Mediterrani, ja que són plantes particularment adaptades a climes amb sequedat estacional. Són presents també en la vegetació de tipus mediterrani de Califòrnia, centre de Xile i a la província del Cap a Sud-àfrica.